# Thomomys umbrinus
Thomomys umbrinus — вид гризунів родини Geomyidae. Він зустрічається в Мексиці та Сполучених Штатах, як правило, на високогірних луках і чагарниках. Харчується рослинним матеріалом і має велику нору, над якою лежить велика купа землі на поверхні землі.

## Морфологічна характеристика
Є кілька підвидів Thomomys umbrinus, і вони відрізняються деталями свого розміру, пропорцій черепа та забарвлення. Дорослі особини зазвичай мають довжину від 200 до 250 мм, причому самиці, як правило, менші за самців. Верх корицево-коричневого кольору, що зникає до жовтувато-коричневого кольору на боках. На голові є чорне волосся, що робить її темнішою, вуха чорні, а за вухом є чорна пляма. На щоках і горлі білий колір, а низ жовтувато-коричневий. Верхня поверхня хвоста коричнева, а низ — жовтувато-коричневий, за винятком кінчика, який білий по всьому колу.

## Поширення і середовище проживання
Thomomys umbrinus походить з Мексики та крайнього південного заходу США. Його ареал простягається від штатів Пуебла і Веракрус в Мексиці на північ до штатів Аризона і Нью-Мексико в Сполучених Штатах. Його типовим місцем існування є луки та чагарники на високих висотах, а на низьких висотах — пустельні луки та ліси. Про його присутність у місцевості можна судити по купах ґрунту, які він викидає під час своєї рийної діяльності.

## Екологія
Thomomys umbrinus не впадає в сплячку й активний у більшу частину доби протягом року. Харчується рослинним матеріалом, який знаходить як над, так і під поверхнею землі. До хижаків належать сови, яструби, змії, рисі, койоти, ласки та борсуки. Очікувана тривалість життя становить два-три роки.
Розмноження відбувається в різні пори року в різних частинах ареалу. В Аризоні в кінці зими або ранньою весною народжується один послід зазвичай з чотирьох-п’яти (але до десяти) дитинчат.